# Licking (Missouri)
Licking – miasto w Stanach Zjednoczonych, w stanie Missouri, w hrabstwie Texas.